# Arlette Zola
Arlette Zola (Friburgo, 29 de abril de 1949) é uma cantora helvética que representou o seu país no Festival Eurovisão da Canção 1982 interpretando o tema Amour on t'aime, uma canção com uma sonoridade semelhante à canção Congratulations interpretada em 1968 por Cliff Richard. Zola classificou-se em terceiro a seguir à Alemanha e Israel.
Ela fez várias tentativas para voltar a participar no Festival Eurovisão da Canção, participando nas finais suíças, mas não o conseguiu. De referir que esta cantora, tem uma longa carreira musical que não se limita à Eurovisão, remontando até aos anos 60, mais precisamente a 1965.

## Discografia
- 1965 Un peu d'amour
- 1966 Elles sont coquines
- 1967 Arlette Zola
- 1967 Deux garçons pour une fille
- 1968 Musique en tête
- 1969 C'est toute la terre
- 1969 La marchande de bonbon
- 1970 L'été ; Vogue
- 1971 Je suis folle de tant t'aimer
- 1972 Pour que vienne enfin ce grand matin
- 1977 Tu inventais des saisons
- 1980 Offre moi un sourire
- 1981 Frappe dans tes mains
- 1981 Les fiancés du lac de Côme ; LP
- 1982 Amour on t'aime ; LP Jupiter Records
- 1982 Je nai pas changé LP Jupiter Records
- 1983 Billy Boogie LP Vogue
- 1984 Hasta manana amore mio Disc Ibach
- 1985  Donne-moi Disc Carrère
- 1990 Mais moi je l'aime ; Libéria
- 2003 Laissez-moi encore chanter
- 2005 Amour... Amitié
- 2007 Le bonheur ne coûte rien
- 2009 Souvenir, mes anées 6o